# Joe Aurusell
Bror Josef (Joe) Aurusell, född 27 oktober 1879 i Gävle, död 10 mars 1961 i Björklunda, Ockelbo kommun, var en svensk äventyrare, pälsjägare och författare.

## Biografi
Joe Aurusell var son till Bror Ulrik Aurusell (1855–1920) och Carolina Nordberg (1857–1923). Han hade tre yngre syskon. När han föddes hemma hos sina morföräldrar i Gävle var hans föräldrar skrivna i Berg strax utanför Torsåker. Familjen flyttade senare till Sunnanåsbo i utkanten av Ockelbo där fadern blev delägare i ett gjuteri. Det sägs att alla faderns förfäder, ända tillbaka till vallonerna, hade arbetat med järn på något sätt.
Joe ville helst bli sjöman, militär eller skogvaktare, men sattes i lära på en mekanisk verkstad i Gävle. Verkstaden låg dock nära hamnen vilket gjorde att han dagligen såg ångare och segelfartyg lossas och lastas. När han var 15 år och hans far vägrade skriva under ett intyg till sjömanshuset förfalskade han sin fars namnteckning och var några dagar senare på väg mot Amsterdam som jungman på ångkorvetten Balder. Han begav sig senare med några norska segelfartyg ut på långa resor till Nordamerika, Australien och Västindien.

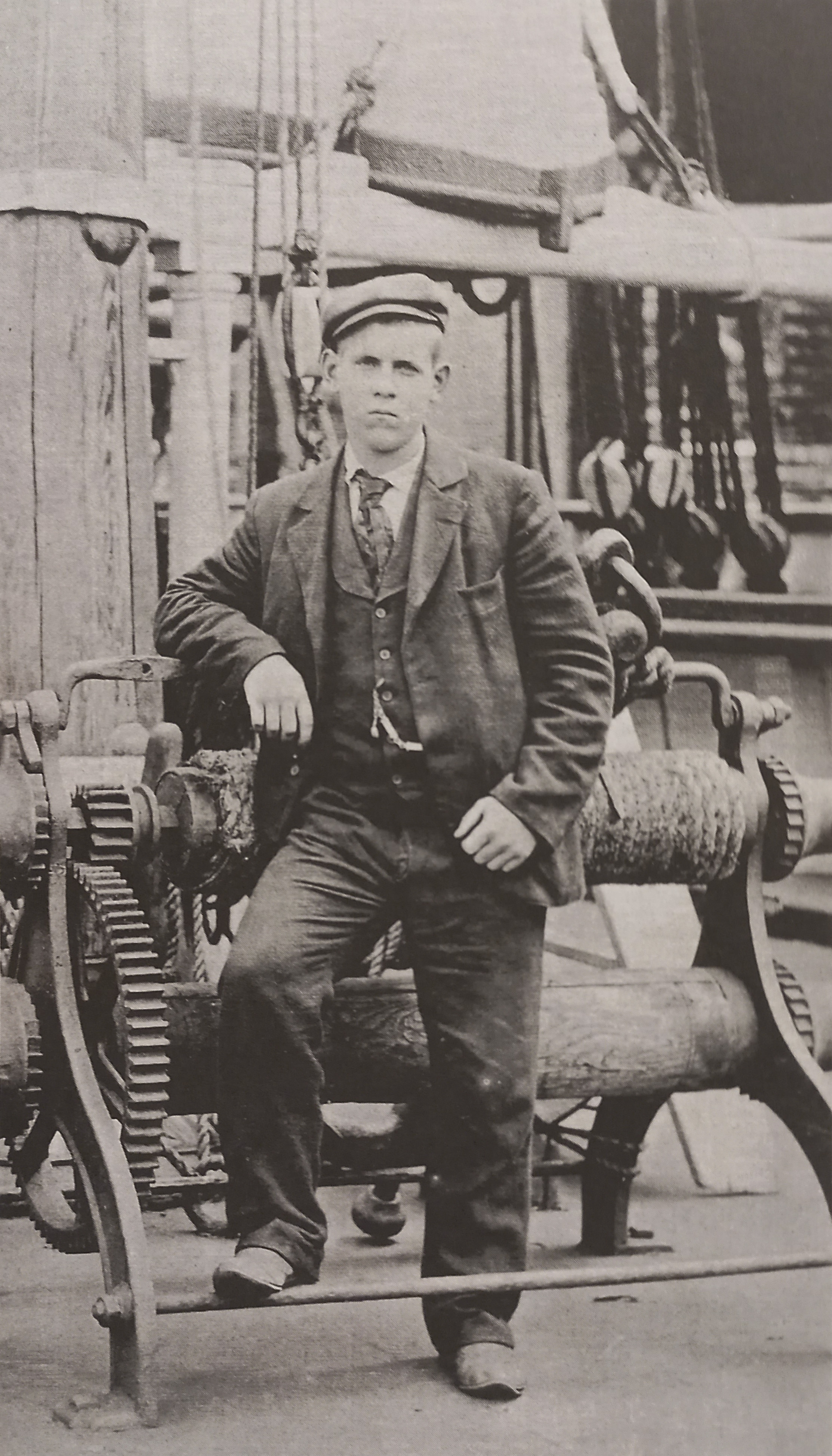
Joe Aurusell som sjöman, ur boken "Krokodilen som försvann och andra historier från Gästrikland" av Ulf Ivar Nilsson.

I februari 1903 gick han iland i San Francisco, varefter han reste runt i USA och försörjde sig på olika ströjobb innan han återvände till sjöss som rorgängare på ett av lastfartygen som trafikerade de stora sjöarna vid gränsen mellan USA och Kanada. Därefter försörjde han sig som rallare fram till 1911 då han slog sig ner i Fort George (nuvarande Prince George) i British Columbia, Kanada. Det fanns gott om vilt i trakten och trots brist på erfarenhet bestämde han sig för att bli pälsjägare. Med hjälp av The Trappers Guide drog han på egen hand iväg in i Klippiga bergen och dess ödemarker.
Han träffade så småningom Eulalia Francis Fosdick, eller Lalla som hon kallades, en ung kvinna tillhörande urbefolkningen. Hon var gift med en gammal hövding, som dock lyckligt nog ansåg att Joe och Lalla passade bättre ihop. De jagade tillsammans, bodde i usla kojor och sov ibland utomhus om vintern. När de 1918 kom till Prince George insjuknade båda två i spanska sjukan, varefter Lalla dog. Efter Lallas bortgång flyttade Joe ännu längre in i vildmarken. Under 14 års tid jagade han på vintrarna och grävde guld på somrarna.

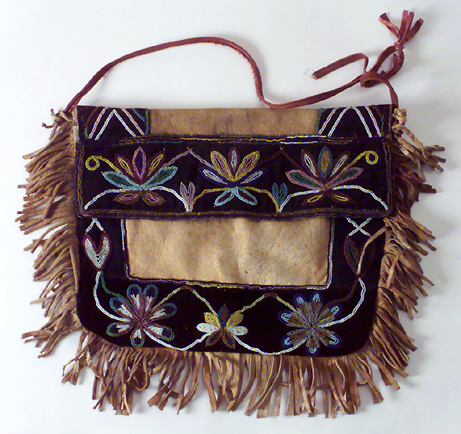
Skinnväska med pärlbroderier från British Columbia, ur Etnografiska museets samlingar.

Etnografiska museet i Stockholm förvärvade 2001 två föremål från British Columbia, ett par mockasiner och en skinnväska med pärlbroderier, insamlade av Aurusell, en gåva från barnbarnet K. E. Palm.
1939 återvände han till Sverige efter att ha mottagit en båtbiljett av sin lillasyster Sigrid. Han slog sig ner i Ulvsta utanför Ockelbo där han hyrde ett gammalt soldattorp, Sturmstugan, och var den siste som bodde där permanent. Han högg kolved åt Kopparfors och tjänstgjorde om somrarna som brandvakt uppe på Häståsen.
Trots att han inte satt sin fot i hemlandet sedan 1902 talade han perfekt svenska. Han gjorde sig snabbt känd som en enastående berättare och publicerade historier som följetong i en veckotidning. 1948 debuterade han som författare. Den självbiografiska äventyrsboken Med Lalla i Klippiga bergen med Gösta Svender (pseodonym för korrespondenten och författaren Gösta Svensson) som spökskrivare blev en stor framgång. 1950 kom Pälsjägare i Klippiga bergen, även den i samarbete med Svender. Tredje boken Vilda Aggie gavs aldrig ut trots de tidigare framgångarna.
Strax före sin 80-årsdag lämnade Aurusell soldattorpet och flyttade in på ålderdomshemmet i Björklunda, Ockelbo kommun, där han gick bort drygt ett år senare.